# Маломаловски манастир
Маломаловският манастир „Свети Николай Чудотворец“ е недействащ манастир в Западна България.

## Местоположение
Манастирът е разположен в северния склон на планината Чепън над село Мало Малово (тоест изкачвайки се по южния склон над селото се преодолява основното било на планината) на 12 километра източно от Драгоман.

## Архитектура
От манастира е запазена единствено църквата и част от жилищните сгради и стопанските постройки. Жилищните сгради са с възрожденска архитектура. Църквата е малка едноапсидна безкуполна сграда, леко вкопана в терена, изградена от ломен камък и покрита с каменни плочи. По архитектурните особености на църквата, тя се датира от XVI - XVII век. В нея са запазени части от стенописи от същия период - XVI - втората половина на XVII век. В олтара са запазени стенописи от по-късно време - Богородица Ширшая небес, Причастието на апостолите и четирима отци на църквата - Василий Велики, Григорий Назиански, Николай Мирликийски и един неизвестен. Фреските са частично реставрирани.
Заедно с наоса през XVI - XVII век са изрисувани и фреските по външната западна стена на църквата, където до 70-те години на XX век все още е личала сцената Страшният съд. Към 2015 година от външната украса е оцеляло само изображението на Свети Николай в патронната ниша над входа.

## Галерия
- Надгобни кръстове пред църквата.
- Света Богородица Ширшая небес.
- Причастието на апостолите в апсидата.
- Общ изглед към манастира.